# Else Krüger
Else Krüger va ser secretaria de Martin Bormann, durant la Segona Guerra Mundial.
Fou al búnquer durant la batalla de Berlín. Krüger va ser amb Eva Braun, Christian Margarida, Traudl Junge i Constanze Manziarly quan el dictador alemany Adolf Hitler els va dir que s'havien de preparar per anar a Berghof com els altres. Else era present Braun va indicar que mai deixaria a Hitler i es van abraçar. En un gest de "bondat", Hitler va donar a cada una de les dones una càpsula de cianur.
Krüger abandonar Berlín l'1 de maig de 1945 amb un grup dirigit pel SS major general (Brigadeführer) Wilhelm Mohnke. En el matí del 2 de maig, el grup va ser capturat amagat en un soterrani.
Després de la guerra va ser interrogada pels britànics. Més tard es va casar amb el seu interrogador britànic, Leslie James (1915-1995), el 23 de desembre de 1947 es casaren a Wallasey, Cheshire Regne Unit. Va viure sota el nom de Else James a Wallasey.
Després de la mort del seu espòs, va anar a viure a Alemanya i va morir el 18 d'agost de 1995 a Staufen im Breisgau.